# جان باستال
جان بِستال (انگلیسی: John Bestall؛ زادهٔ ۲۵ فوریهٔ ۱۹۶۳) بازیکن هاکی روی چمن اهل استرالیا است. او همچنین در مسابقات المپیک تابستانی 1988 و در بازی های المپیک تابستانی 1992 شرکت کرد و در سال 1992 با همراهی تیم استرالیا مدال نقره را از آن خود کرد.